# Chesterville (Maine)
Chesterville és una població dels Estats Units a l'estat de Maine (EUA). Segons el cens del 2000 tenia 1.170 habitants.

## Demografia
Segons el cens del 2000, Chesterville tenia 1.170 habitants, 467 habitatges, i 324 famílies. La densitat de població era de 12,4 habitants per km².
Dels 467 habitatges en un 33,8% hi vivien nens de menys de 18 anys, en un 56,5% hi vivien parelles casades, en un 7,5% dones solteres, i en un 30,6% no eren unitats familiars. En el 22,1% dels habitatges hi vivien persones soles el 7,7% de les quals corresponia a persones de 65 anys o més que vivien soles. El nombre mitjà de persones vivint en cada habitatge era de 2,5 i el nombre mitjà de persones que vivien en cada família era de 2,94.
Per edats la població es repartia de la següent manera: un 25% tenia menys de 18 anys, un 7,6% entre 18 i 24, un 29,1% entre 25 i 44, un 27,3% de 45 a 60 i un 10,9% 65 anys o més.
L'edat mediana era de 38 anys. Per cada 100 dones de 18 o més anys hi havia 97,1 homes.
La renda mediana per habitatge era de 31.563 $ i la renda mediana per família de 35.938 $. Els homes tenien una renda mediana de 29.615 $ mentre que les dones 20.592 $. La renda per capita de la població era de 15.376 $. Entorn del 10% de les famílies i el 12,7% de la població estaven per davall del llindar de pobresa.